# Овчаренко, Артём Вячеславович
Артём Вячесла́вович Овчаре́нко (род. 31 декабря 1986, Днепропетровск) — российский артист балета, премьер Большого театра. С 2018 года — приглашённый солист Гамбургского балета. Заслуженный артист России (2021), заслуженный артист Республики Северная Осетия — Алания (2023).

## Биография
Пришёл в балет в 11 лет. Начальное хореографическое образование получил в Днепропетровской государственной хореографической школе.
В 17 лет поступил в Московскую государственную академию хореографии (педагог А. И. Бондаренко). В академии танцевал все сольные партии в балетных спектаклях, участвовал в гастролях академии в США, Греции, Германии, Китае и других странах. В 2006 году завоевал золото в Международном хореографическом конкурсе для детей и юношества «Танцевальный Олимп» в Берлине.
В 2007 году по окончании МГАХ был принят в труппу Большого театра в кордебалет под руководство Н. М. Цискаридзе. Уже через год танцевал главную партию в балете «Щелкунчик». В 2008 году побеждает в конкурсе «Арабеск» в Перми. В 2009 году стал первым исполнителем партии Эдгара в балете Владимира Васильева «Заклятие рода Эшеров» на музыку Гордона Гетти (премьера прошла в рамках Большого фестиваля Российского национального оркестра, на сцене Большого театра), тогда же стал обладателем Специальной премии «Лучшему партнёру» XI Международного конкурса артистов балета и был награждён призом «Душа танца» в номинации «Восходящая звезда».
С 2009 по 2016 год репетировал под руководством народного артиста СССР Н. Б. Фадеечева. В январе 2013 года присвоен высший балетный ранг — премьер. Его педагогом-репетитором стал заслуженный артист РСФСР В. Н. Барыкин.
В 2010 году Овчаренко принимает участие в Международном фестивале «Звезды мирового балета» в Донецке. В 2011 году вместе с солисткой Большого театра Анной Тихомировой выступает на закрытии VIII Конгресса Всемирной федерации клубов и обществ ЮНЕСКО в Ханое. В 2012 году Артем и Анна побеждают в телеконкурсе канала «Россия — Культура». В последующие годы Овчаренко участвует во многих международных фестивалях и гала-концертах, регулярно задействован в отечественных культурных проектах, балеты с его участием транслируются по телевидению и в кинотеатрах в России и за рубежом. Вместе с труппой Большого театра участвовал в гастролях в Азии, Европе, Америке и Австралии, танцевал в качестве приглашенной звезды с труппами выдающихся международных компаний, включая сцены Берлина, Мюнхена, Гамбурга, Монте-Карло, Вены, Пекина и др.
Репертуар Артема Овчаренко охватывает большинство романтических партий балетной классики, таких как Ромео, Джеймс, принц Щелкунчик, принц Дезире и принц Зигфрид, а также ведущие партии в неоклассических постановках, включая «Аполлона мусагета» и «Бриллианты» Дж. Баланчина, «Онегина» Дж. Кранко и «Даму с камелиями» Дж. Ноймайера. С успехом танцует и в современных балетах на сцене Большого театра — например, в «Хроме» У. Макгрегора, «Укрощении строптивой» Ж.-К. Майо, «Нурееве» Ю. Посохова и др.
В 2015 году исполнил заглавную роль в докудраме «Рудольф Нуреев — танец к свободе» производства компании BBC Two. Фильм номинирован на премию Британской академии кино и телевизионных искусств BAFTA.
Сотрудничает в качестве дизайнера и бренд-амбассадора с компанией Grishko (с 2015 года) и Петродворцовым часовым заводом (с 2016 года).

## Семья
Жена: первая солистка Большого театра Анна Тихомирова. 6 августа 2017 года родилась дочь Арианна. 1 июня 2020 года родился сын Даниэль.

## Творчество

### Репертуар в Большом театре
Для него танец — зов души, благородной и мужественной. Танец-восторг перед жизнью и могуществом сцены. Естественность и скромность — два понятия, характеризующие сценическое бытие Овчаренко, который не стремится во что бы то ни стало понравиться, отказывается от всякой мишуры и танцует без аффектации. Оставаясь самим собой, но и покоряясь требованиям роли, он высекает ту искру, что превращает ремесло в искусство.
2007

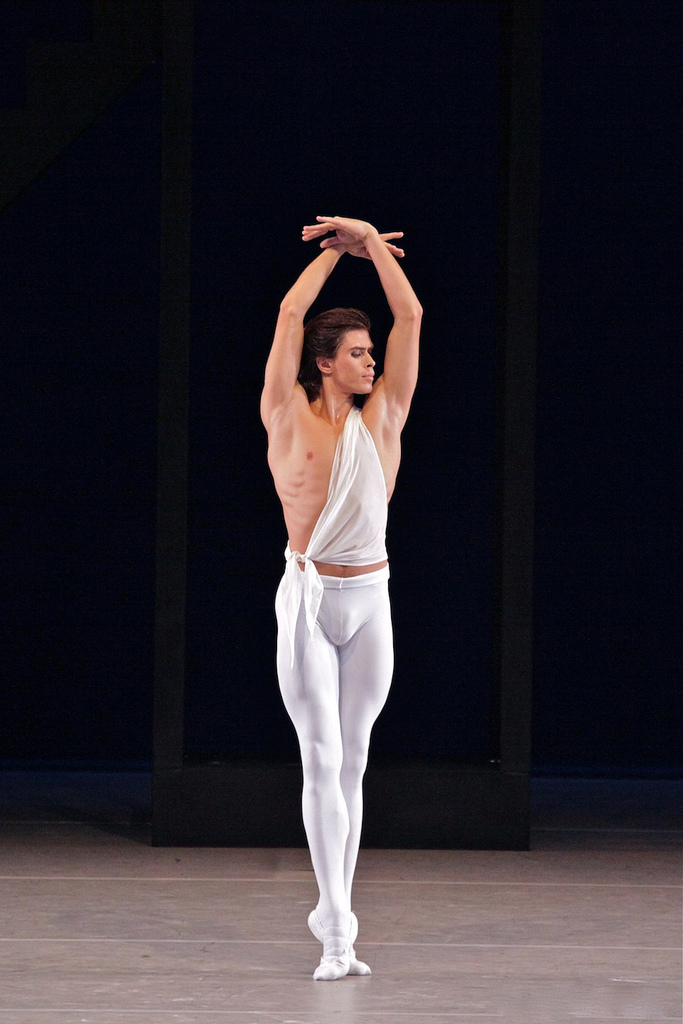
В партии Аполлона («Аполлон мусагет»), Большой театр, 2012

- «Чиполлино», хореография Г. Майорова — Полицейский
- «Щелкунчик», хореография Ю. Григоровича — Французская кукла

2008
- «Класс-концерт», хореография А. Мессерера — Солист
- «Дочь фараона», хореография П. Лакотта — Рыбак
- «Спящая красавица», хореография М. Петипа, редакция Ю. Григоровича — Голубая птица
- «Щелкунчик», хореография Ю. Григоровича — Щелкунчик-принц
- «Симфония до мажор[англ.]», хореография Дж. Баланчина — Солист III части

2009
- «Коппелия», хореография М. Петипа и Э. Чеккетти, редакция С. Вихарева — Франц
- «Раймонда», хореография М. Петипа, редакция Ю. Григоровича — Гран па
- «Сильфида», хореография А. Бурнонвиля, редакция Й. Кобборга[18] — Джеймс
- «Чиполлино», хореография Г. Майорова — Граф Вишенка
- «Эсмеральда», хореография М. Петипа, постановка и новая хореография Ю. Бурлаки[19] и В. Медведева — Альбер — первый исполнитель
- «Эсмеральда», хореография М. Петипа, постановка и новая хореография Ю. Бурлаки и В. Медведева — Феб
- «Заклятие рода Эшеров», хореография В. Васильева — Эдгар[7]

2010
- «Ромео и Джульетта», новая хореографическая редакция Ю. Григоровича — Ромео
- «Петрушка», хореография М. Фокина, редакция С. Вихарева — Петрушка
- «Раймонда», хореография М. Петипа, редакция Ю. Григоровича — Жан де Бриен
- «Дочь фараона», хореография П. Лакотта — Лорд Вильсон/ Таор — дебют на гастролях ГАБТ в Пекине

2011
- «Жизель», хореография Ж. Коралли, Ж. Перро и М. Петипа, редакция Ю. Григоровича — Граф Альберт
- «Пламя Парижа», хореография А. Ратманского с использованием хореографии В. Вайнонена — Антуан Мистраль
- «Утраченные иллюзии», хореография А. Ратманского — Первый танцовщик/Джеймс/Предводитель разбойников — первый исполнитель
- «Chroma», хореография У. МакГрегора — Солист — первый исполнитель
- «Симфония псалмов», хореография Й. Килиана — Солист — первый исполнитель
- «Спящая красавица», хореография М. Петипа, новая хореографическая редакция Ю. Григоровича — Голубая птица — первый исполнитель
- «Спящая красавица», хореография М. Петипа, новая хореографическая редакция Ю. Григоровича — Принц Дезире

2012
- «Анюта», хореография В. Васильева — Студент
- «Лебединое озеро», хореография в редакции Ю. Григоровича (2001 год) с использованием фрагментов хореографии М. Петипа, Л. Иванова и А. Горского — Принц Зигфрид
- «Корсар», хореография М. Петипа, постановка и новая хореография А. Ратманского и Ю. Бурлаки — Танец «с веерами», солист
- «Классическая симфония» на музыку С. Прокофьева, хореография Ю. Посохова[20] — две пары, солист
- «Dream of Dream» на музыку С. Рахманинова, хореография Й. Эло[21] — дуэт
- «Аполлон мусагет», хореография Дж. Баланчина — Аполлон
- «Иван Грозный», хореография Ю. Григоровича — Князь Курбский
- «Мойдодыр», хореография Ю. Смекалова — Замарашка

2013
- «Классическая симфония» на музыку С. Прокофьева, хореография Ю. Посохова[20] — ведущая пара, солист — дебют на гастролях ГАБТ в Екатеринбурге
- «Бриллианты[англ.]», хореография Дж. Баланчина — ведущая пара, солист
- «Онегин», хореография Дж. Крэнко — Ленский
- «Марко Спада», хореография П. Лакотта — Марко Спада

2014
- «Дама с камелиями», хореография Дж. Ноймайера — Арман Дюваль
- «Укрощение строптивой», хореография Ж.-К. Майо[фр.] — Люченцио

2015
- «Гамлет» на музыку Д. Шостаковича, хореография Р. Поклитару, режиссёр Д. Доннеллан — Гамлет
- «Герой нашего времени» на музыку И. Демуцкого, хореография Ю. Посохова, режиссёр К. Серебренников, часть «Тамань» — Печорин — первый исполнитель

2016
- «Дон Кихот», хореография М. Петипа, А. Горского в новой редакции А. Фадеечева — Базиль

2017
- «Этюды[англ.]», хореография Х. Ландера — премьер
- «Рубины[англ.]», хореография Дж. Баланчина — ведущая партия
- «Корсар», хореография М. Петипа, постановка и новая хореография А. Ратманского и Ю. Бурлаки — Конрад
- «Нуреев», на музыку И. Демуцкого, хореография Ю. Посохова, режиссёр К. Серебренников — Рудольф Нуреев

2018
- «Анна Каренина», хореография Дж. Ноймайера — Вронский
- «Петрушка», хореограф Эдвард Клюг[англ.] — Петрушка

2019
- «Зимняя сказка[англ.]», хореография К. Уилдона — Леонт — «Золотая маска» в номинации «Лучшая мужская роль в балетном спектакле»
- «Симфония до мажор», хореография Дж. Баланчина — Ведущая партия I части — участник премьеры возобновления в Большом театре
- «Спартак», хореография Ю. Григоровича — Красс — дебют на сцене Квинслендского центра исполнительских искусств во время гастролей ГАБТ
- «Жизель», хореография А. Ратманского — Граф Альберт

2021
- «Чайка», на музыку И. Демуцкого, хореография Ю. Посохова, режиссёр А. Молочников — Константин Треплев — первый исполнитель
- «Мастер и Маргарита», хореография Э. Клюга[англ.] — Мастер

2022
- «Времена года», на музыку А. Глазунова, хореография А. Белякова — Лето — первый исполнитель
- «Шопениана», на музыку Ф. Шопена, хореография М. Фокина — Юноша — первый исполнитель возобновления в Большом театре
- «Пахита», большое классическое па, на музыку Л. Минкуса, хореография М. Петипа в редакции Ю. Бурлаки — Люсьен д’Эрвильи

2023
- «Пиковая дама», хореография Ю. Посохова — Томский

2024
- «Ромео и Джульетта», хореография Л. Лавровского — Ромео

2025
- «Светлый ручей», хореография А. Ратманского — Классический танцовщик
- «Петрушка», хореография Михаила Фокина, новая хореографическая редакция А. Лиепы — Петрушка
- «Конёк-Горбунок», хореография М. Петрова — Иван
- «Пламя Парижа», хореография А. Ратманского с использованием хореографии В. Вайнонена — Коста де Борегар, маркиз

### Репертуар на других сценах
2015
- «Щелкунчик и Компания», хореография Ж.-К. Майо — Принц/Ромео (Балет Монте-Карло, Гримальди-форум; партнёрша — Ольга Смирнова) — первый исполнитель в новой редакции[22]

2016
- «Ромео и Джульетта», хореография Л. Лавровского — Ромео (Мариинский театр; партнёрша — Диана Вишнёва)[23]

2018
- «Чайка», хореография Дж. Ноймайера — Костя (Гамбургский оперный театр; партнёрша — Алина Кожокару)
- «Пахита», хореография П. Лакотта — Люсьен д’Эрвильи (Театрос дель Каналь, Мадрид; партнёрша — Юлия Степанова)

2019
- «Спящая красавица», хореография Начо Дуато — Принц Дезире (Новосибирский театр оперы и балета; партнёрша — Ольга Гришенкова)

2022
- «Золушка», хореография Р. Захарова, восстановление М. Мессерера — Принц (Михайловский театр; партнёрша — Элла Перссон)
- «Лебединое озеро», хореография Начо Дуато — Принц Зигфрид (Михайловский театр; Одетта — Юлия Лукьяненко, Одиллия — Анастасия Смирнова)

### Гастроли
2010
C труппой Большого театра, Национальный центр исполнительских искусств, Пекин:
- «Дочь фараона» П. Лакотта — Рыбак и Лорд Вильсон/Таор(партнёрша — Наталья Осипова) — дебют[24]

2011
C труппой Большого театра, Национальная опера, Париж:
- «Пламя Парижа» А. Ратманского — Антуан Мистраль (партнёрша — Нина Капцова)[25])

Приглашённый артист, Государственный балет Берлина, Германия:
- «Эсмеральда» Ю. Бурлаки и В. Медведева — Феб (партнёрша — Яна Саленко)

С труппой Московского областного государственного театра «Русский балет», Стокгольм:
- «Лебединое озеро» В. Гордеева — Принц Зигфрид

2012
C труппой Большого театра, Sony Center, Торонто:
- «Лебединое озеро» Ю. Григоровича — Принц Зигфрид (партнёрша — Анна Никулина)[26]

C труппой Большого театра, Центр исполнительских искусств им. Дж. Ф. Кеннеди, Вашингтон:
- «Коппелия» С. Вихарева — Франц (партнёрша — Нина Капцова)[27].

C труппой Большого театра, Павильон Дороти Чендлер, Лос-Анджелес:
- «Лебединое озеро» Ю. Григоровича — Принц Зигфрид (партнёрша — Екатерина Крысанова)

2013
С труппой Большого театра, Екатеринбургский театр оперы и балета:
- «Классическая симфония» Ю. Посохова — солист ведущей пары
- «Dream of Dream» Й. Эло — Дуэт в пяти парах
- «Аполлон Мусагет» Дж. Баланчина — Аполлон

C труппой Большого театра, Королевский театр Ковент-Гарден, Лондон:
- «Лебединое озеро» Ю. Григоровича — Принц Зигфрид (партнёрша — Екатерина Крысанова)
- «Спящая красавица» Ю. Григоровича — Принц Дезире (партнёрша — Екатерина Крысанова) и Голубая Птица[29]
- «Пламя Парижа» А. Ратманского — Антуан Мистраль (партнёрша — Кристина Кретова)[30]

2014
C труппой Большого театра, Национальная Опера, Париж:
- «Утраченные иллюзии» А. Ратманского — Первый танцовщик/Джеймс/Предводитель разбойников

C труппой Большого театра, Центр исполнительских искусств им. Дж. Ф. Кеннеди, Вашингтон:
- «Жизель» Ю. Григоровича — Альберт (партнёрша — Анна Никулина)[31]

Приглашённый артист, Гамбургский оперный театр:
- Па-де-де из балета «Дама с камелиями» (партнёрша – Ольга Смирнова) — «Нижинский-Гала»

C труппой Большого театра, Линкольн-центр в Театре Дэвида Коха, Нью-Йорк:
- «Лебединое озеро» Ю. Григоровича — Принц Зигфрид (партнёрша — Анна Никулина)[32]

Приглашённый артист, Гранд-театр Гонконгского культурного центра:
- «Лебединое озеро» Натальи Конус, III акт — Принц Зигфрид (партнёрша — Кристина Кретова)[33]

Приглашённый артист, Гримальди-форум, Монако:
- «Укрощение строптивой» Ж.-К. Майо — Люченцио

2015
Приглашённый артист, Национальный театр Мюнхена:
- «Дама с камелиями» Дж. Ноймайера — Арман (партнёрша — Дарья Сухорукова)[34]

С труппой Большого театра, Гранд-театр Гонконгского культурного центра:
- «Бриллианты» Дж. Баланчина — Солист ведущей пары (партнёрша — Нина Капцова)[35][36]

2016
C труппой Большого театра, Королевский театр Ковент-Гарден, Лондон:
- «Дон Кихот» М. Петипа, А. Горского в новой редакции А. Фадеечева — Базиль (партнёрша — Маргарита Шрайнер)
- «Укрощение строптивой» Ж.-К. Майо — Люченцио (партнёрша — Анастасия Сташкевич)
- «Пламя Парижа» А. Ратманского — Антуан Мистраль (партнёрша — Анна Тихомирова)

2017
Приглашённый артист с труппой Татарского академического государственного театра оперы и балета им. М. Джалиля, Казань — в рамках Международного фестиваля классического балета им. Р. Нуреева:
- «Анюта» В. Васильева — Студент (партнёрша — Анастасия Сташкевич)

C труппой Большого театра, концертный зал «Бунка Гакуэн» в Хиросиме и концертный зал «Токио Бунка Кайкан» в Токио
- «Лебединое озеро» Ю. Григоровича — Зигфрид (партнёрша – Юлия Степанова)

C труппой Большого театра, Линкольн-центр, Нью-Йорк:
- «Рубины» Дж. Баланчина — Ведущий солист (партнёрша — Екатерина Крысанова)[37]
- «Укрощение строптивой» Ж.-К. Майо — Люченцио (партнёрша — Анастасия Сташкевич)

Приглашённый артист, Гамбургский оперный театр:
- Па-де-де из балета «Сильфида» (партнёрша – Анастасия Сташкевич) — «Нижинский-Гала»

2018
Приглашённый артист с труппой Гамбургского балета, Гамбургский оперный театр:
- «Дама с камелиями» Дж. Ноймайера — Арман (партнёрша – Алина Кожокару)

Приглашённый артист с труппой Гамбургского балета, театр Ан дер Вин, Вена:
- «Чайка» Дж. Ноймайера — Костя (партнёрша – Алина Кожокару)

C труппой Большого театра, Оперный театр Центра искусств Сеула:
- «Лебединое озеро» Ю. Григоровича — Зигфрид (партнёрша – Юлия Степанова)

Приглашённый артист, Гамбургский оперный театр:
- Па-де-де из балета «Дочь фараона» (партнёрша – Ольга Смирнова) — «Нижинский-Гала»[38]

C труппой Большого театра, Латвийская национальная опера, Рига:
- «Укрощение строптивой» Ж.-К. Майо — Люченцио (партнёрша — Анастасия Сташкевич)

Приглашённый артист, Театрос дель Каналь, Мадрид:
- Па-де-де из «Коппелии» (партнёрша – Дарья Хохлова) и «Пахита» (партнёрша – Юлия Степанова) на Гала памяти Мариуса Петипа (партнёрша – Анна Тихомирова)

Приглашённый артист, Российский театр драмы им. Ф. Волкова, Ярославль:
- «Колыбельная» Р. Поклитару на Гала «Год театра в России» (партнёрша – Анна Тихомирова)

Приглашённый артист, Александринский театр, Санкт-Петербург:
- Танго из «Золотого века» Ю. Григоровича и «Колыбельная» Р. Поклитару на Гала-концерте «Звезды балета» (партнёрша – Анна Тихомирова)

2019
Приглашённый артист, Национальная опера «Эстония», Таллин:
- Па-де-де из «Спящей красавицы» на Гала к 5-летию Т. Эдура (партнёрша – Евгения Образцова)

Приглашённый артист, Казахский национальный театр оперы и балета имени Абая, Алма-Ата:
- «Спящая красавица» — Принц Дезире (партнёрша – Анна Никулина)

Приглашённый артист с труппой Гамбургского балета, Гамбургский оперный театр:
- «Анна Каренина» Дж. Ноймайера — Вронский (партнёрша – Ольга Смирнова)

С труппой Новосибирского театра оперы и балета:
- «Спящая красавица» Н. Дуато — Принц Дезире (партнёрша – Ольга Гришенкова)
- «Класс-концерт» А. Мессерера — Премьер
- «Рубины» Дж. Баланчина — Ведущий солист (партнёрша – Анна Жарова)

C труппой Большого театра, Квинслендский центр исполнительских искусств, Брисбен:
- «Спартак» Ю. Григоровича — Красс (партнёрша – Екатерина Крысанова)
- «Рубины» Дж. Баланчина — Ведущий солист (партнёрша – Екатерина Крысанова)

C труппой Большого театра, Королевский театр Ковент-Гарден, Лондон:
- «Спартак» Ю. Григоровича — Красс (партнёрша – Ольга Смирнова)
- «Лебединое озеро» Ю. Григоровича — Принц Зигфрид (партнёрша — Юлия Степанова)

## Галерея

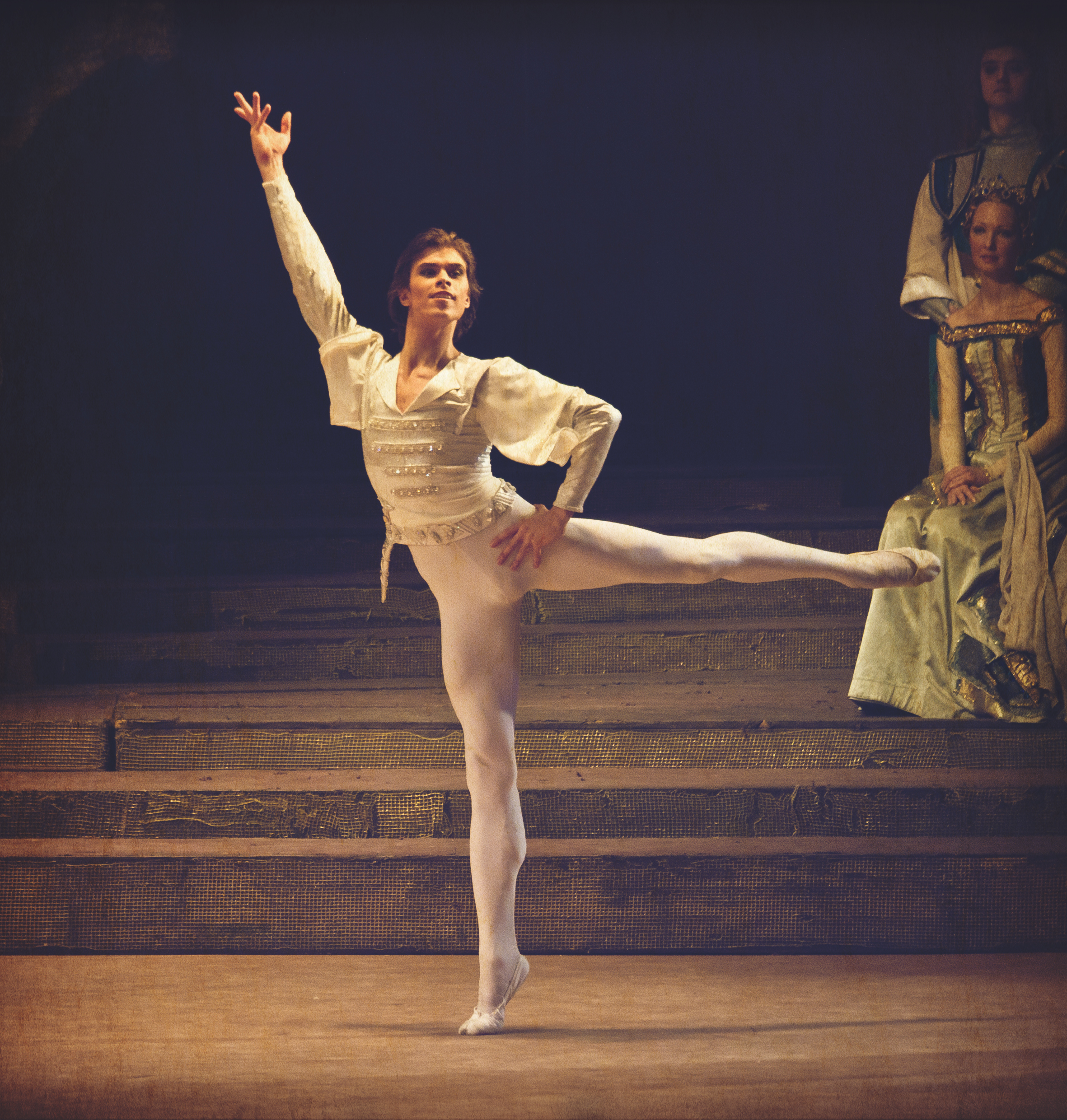
Жан де Бриен, балет «Раймонда», Большой театр, 2011
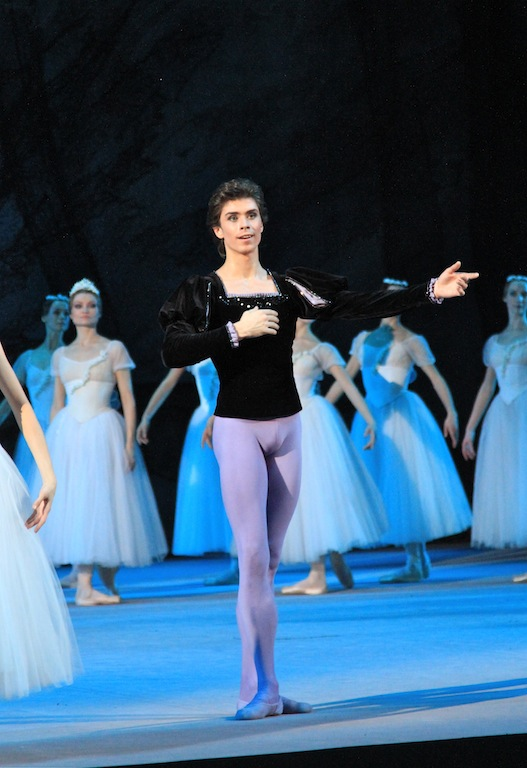
Граф Альберт, балет «Жизель», Большой театр, 2011
Ромео (Джульетта — Нина Капцова), балет «Ромео и Джульетта», Большой театр, 2011
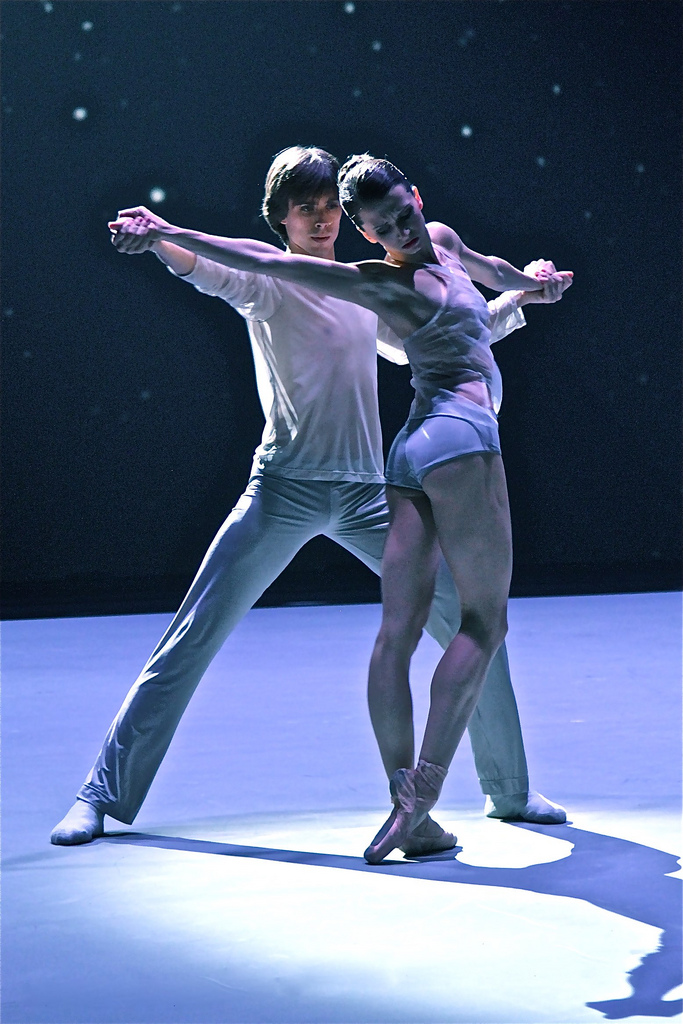
В балете «The Grey Area» Дэвида Доусона (партнёрша — Анна Тихомирова), телеконкурс «Большой балет», 2012
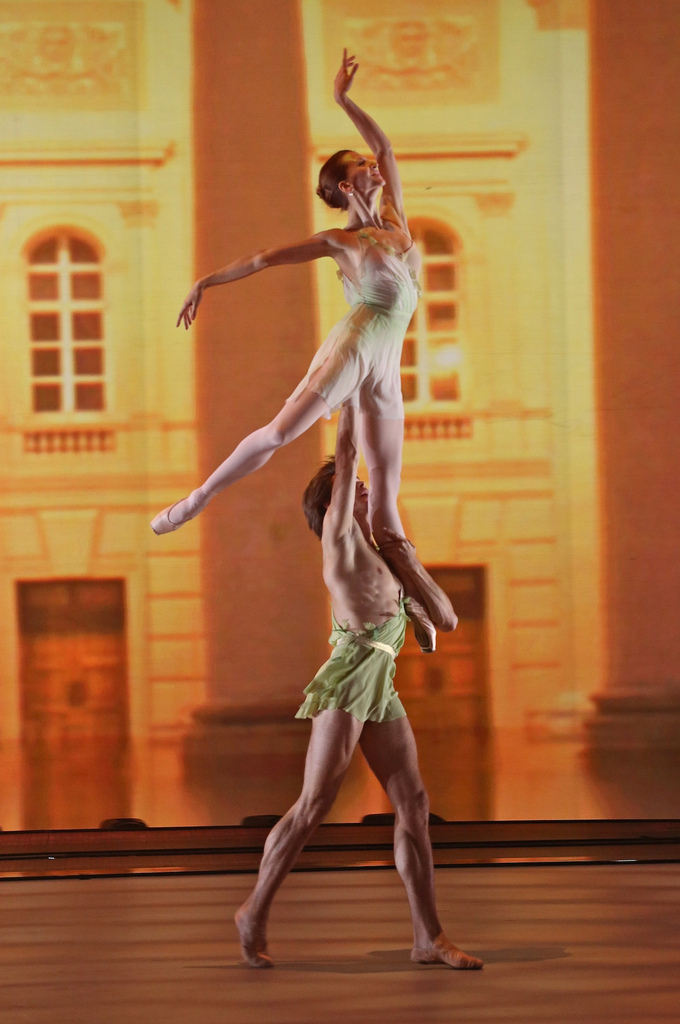
В балете «Весенние воды» Асафа Мессерера (партнёрша — Анна Тихомирова), телеконкурс «Большой балет», 2012

## Награды
- 2006 — Гран-при Международного хореографического фестиваля-конкурса «Танцевальный Олимп» (Берлин)[39].
- 2008 — Первая мужская премия Открытого конкурса артистов балета России «Арабеск»[40]. Приз имени Мариуса Петипа, учрежденный Пермским местным общественным фондом поддержки и развития Пермского академического театра оперы и балета имени П. И. Чайковского «Жемчужина Урала». Приз жюри прессы «За верность традициям московской школы классического танца»[6].
- 2008 — Молодёжный грант премии «Триумф»[41].
- 2009 — Специальная премия «Лучшему партнеру» XI Международного конкурса артистов балета и хореографов[8].
- 2009 — Приз «Душа танца» (номинация «Восходящая звезда»)[9].
- 2012 — Гран-при «Лучшая балетная пара» телеконкурса «Большой балет» на телеканале «Россия — Культура» (партнёрша — Анна Тихомирова)[42].
- 2020 — Национальная театральная премия «Золотая маска» в номинации «Лучшая мужская роль в балетном спектакле» за партию Леонта в спектакле «Зимняя сказка»[43].
- 2022 — Дипломант международного балетного конкурса Benois de la Danse за партию Константина Треплева в балете «Чайка» в хореографии Ю. Посохова[44].

## Фильмография

### Видеозаписи и трансляции балетных спектаклей
- 2010 — «The Bolshoi Ballet: The Nutcracker» — Щелкунчик-принц (спектакль ГАБТа, композитор П. И. Чайковский, хореограф Ю. Григорович, дирижёр П. Клиничев; производство Pathé Live совместно с Bel Air Media).[45]
- 2011 — «Класс-концерт» — Солист (спектакль ГАБТа, на музыку А. Глазунова, А. Лядова, А. Рубинштейна, Д. Шостаковича, хореограф А. Мессерер; производство компании CielEcran).
- 2012 — «Щелкунчик» — Щелкунчик-принц (спектакль ГАБТа, композитор П. И. Чайковский, хореограф Ю. Григорович, дирижёр П. Клиничев; производство «Фирма Мелодия» совместно с компаниями Pathé Live и Bel Air Media).[46]
- 2013 — «Спящая красавица» — Голубая птица (спектакль ГАБТа, композитор П. И. Чайковский, хореография М. Петипа в редакции Ю. Григоровича, дирижёр В. Синайский; производство Bel Air Media / АРТЭ Франц (ARTE France) / HХК (NHK), при участии Pathé Live и поддержке Национального центра кинематографии, Франция).[47]
- 2015 — «Щелкунчик и Компания» — Принц/Ромео (спектакль Балета Монте-Карло, хореограф Ж.-К. Майо, дирижёр Н. Брошо; производство телеканала Mezzo).[48]
- 2017 — «Герой нашего времени» — Печорин в части «Тамань» (спектакль ГАБТа, композитор И. Демуцкий, хореограф Ю. Посохов, режиссёр-постановщик, художник-постановщик и автор либретто К. Серебренников, дирижёр А. Гришанин; международная прямая трансляция компаний CoolConnections и Pathé Live).[49]
- 2017 — «Этюды» — Премьер (спектакль ГАБТа, композитор К. Черни, хореограф Х. Ландер, дирижёр И. Дронов; международная прямая трансляция компаний CoolConnections и Pathé Live).[50]
- 2018 — «Коппелия» — Франц (композитор Л. Делиб, хореография М. Петипа и Э. Чеккетти в редакции С. Вихарева, дирижёр И. Дронов; международная прямая трансляция компаний CoolConnections и Pathé Live).[51]

### Документально-художественные кинофильмы
- 2015 — «Rudolf Nureyev — Dance to Freedom» — Рудольф Нуреев (реж. Ричард Кёрсон Смит; производство компании BBC Two совместно с IWC Media)[52] — номинирован на премию Британской академии кино и телевизионных искусств BAFTA в категории «Specialist Factual» («Докудрама»)[14]

### Интервью
- Иващенко Н. Олимпийцы живут среди нас // Днепровская правда : газета. — 2006. — 4 августа (№ 30 (15228)).
- Артём Овчаренко: «Большой театр — это самый верх!» // Элита общества : журнал. — М., 2009. — 30 июня.
- Меринова М. Тело должно утрировать чувства // Взгляд : интернет-газета. — М., 2011. — 21 января.
- Черепнина А. Артем Овчаренко в тонкостях прочувствовал "Жизель" // Вести.Ru : интернет-канал. — М., 2011. — 26 января.
- Иванова В. Взлетная полоса. Артем Овчаренко // Cosmopolitan : журнал. — М., 2011. — Июнь. — С. 72.
- Белоножкина Т. Артём Овчаренко: «Балет — это чувства через движение» // Московская правда : газета. — М., 2011. — 30 июня. Архивировано 4 марта 2016 года.
- Яковлев А. Артем Овчаренко: За кулисами души // Живой Журнал : блог-платформа. — 2012. — 21 января.
- Колесникова С. Цена полета // Культура : газета. — М., 2012. — 23 января. — ISSN 1562-0379.
- Карпенко Е. Анна Тихомирова и Артем Овчаренко // HELLO! Россия : журнал. — 2013. — 8 октября (№ 41(490)). — С. 118—124. — ISSN 1811-0924.
- Удянская И. Балет крупным планом // WATCH Magazine : журнал. — М., 2013. — 24 января.
- Кудрявцева К. Звёзды балета: Артём Овчаренко // Belcanto.ru : интернет-портал. — М., 2013. — 16 апреля.
- Эсаулова Т. Перчатка Ленского // Российская газета : газета. — М., 2013. — 13 июля (№ 6127 (151)). — С. 7.
- Удянская И. Философия романтизма // WATCH Magazine : журнал. — М., 2014. — 22 мая. — С. 34—37.
- Красновская Ю. Выигрывают трудолюбие и выносливость, а не талант. // ОК! : журнал. — 2014. — 25 июня (№ 26 (445)). — С. 42—45.
- Карпенко Е. Звезда Большого театра Артем Овчаренко о балете и кумирах // HELLO! Россия : интернет-журнал. — 2014. — 24 сентября.
- Галузо А. Анна Тихомирова и Артём Овчаренко: в ритме новогоднего танца. // Цветы : журнал. — 2014. — 10 декабря. — С. 80—85. — ISSN 1681-0236.
- Карпенко Е. Па-де-де с продолжением. // HELLO! Россия : журнал. — 2015. — 28 июля (№ 30—31 (579)). — С. 6—12. — ISSN 1811-0924.
- Кобрина М. Артем Овчаренко и Анна Тихомирова: Интервью со звездной парой // Wedding : журнал. — 2016. — Сентябрь (№ 6 (91)). — С. 78–82.
- Отличная партия // ELLE Россия : журнал. — 2016. — Декабрь (№ 11). — С. 158—165. — ISSN 1560-3180.
- Горячев В. Танец на двоих // Атмосфера : журнал. — 2017. — Ноябрь (№ 11 (187)). — С. 56–66. — ISSN 1681-3529.
- Ильина А. Артем Овчаренко: Люди танцуют, потому что хотят быть услышанными // Voci dell'Opera : интернет-журнал. — 2018. — 28 февраля.
- Попова В. Артем Овчаренко и Игорь Цвирко: о секретах «Нуреева» — из первых уст. // ELLE Россия : интернет-журнал. — 2018. — 30 марта (№ 26).
- Русска А. Свобода танца // AR : журнал. — 2018. — № 5. — С. 16–23.
- Прохорова Н. Я вытянул счастливый билет. // ОК! : журнал. — 2019. — 11 апреля (№ 15 (642)). — С. 35—39.
- Artem Ovtcharenko et Anna Thikhomirova. Au Festival de l’art russe à Deauville (фр.) // Danser : журнал. — 2019. — Juillet (no 359). — P. 30—37.
- Фомина И. Артём Овчаренко и Анна Тихомирова. Звезды сошлись. // Караван историй : журнал. — 2019. — 1 сентября (№ 9). — С. 90—107. — ISSN 1560-4233.
- Звёзды Большого театра выступят в Алматы (Ru) // Forbes Казахстан : сайт. — 2019. — 18 января.
- Артес А. Анна Тихомирова и Артем Овчаренко: “Танец – это полет души” // ClassicalMusicNews.Ru : сайт. — 2020. — 29 апреля.
- GQ. Артем Овчаренко: о премьере балета «Чайка» в Большом театре, любви к себе и онлайн-шопинге // GQ Россия : сайт. — 2021. — 31 мая.
- Зыкина Ю. Артист Артем Овчаренко: Скучаю по рыбалке // Вечерняя Москва : газета. — 2021. — 29 июля. — ISSN 1025-1200.
- Новикова К. Артём Овчаренко в поисках Треплева // Театральное Бюро Путешествий "Бинокль" : сайт. — 2021. — 7 октября.

### На ТВ
- «Главная роль» на ТК «Россия-Культура»; Эфир от 24.01.2011 Видео Архивная копия от 9 июля 2018 на Wayback Machine
- Интервью c Артемом Овчаренко на ТК « Siberia TV»; Эфир от 29.11.2010 Видео на YouTube
- «Билет в Большой: Монолог о себе» на ТК «Россия-Культура»; Эфир от 20.05.2011 Видео на YouTube
- «Билет в Большой: Монолог о себе» на ТК «Россия-Культура»; Эфир от 14.12.2012 Видео на YouTube
- «Культ личности» на ТК «Мир 24»; Эфир от 31.12.2019 Видео на YouTube
- «2 ВЕРНИК 2» на ТК «Россия-Культура»; Эфир от 13.11.2020 Видео на YouTube

### Интернет-каналы
- Видеоинтервью для авторского канала «Большой эксперт»; май 2022 — Часть 1 Видео на YouTube и Часть 2 Видео на YouTube

### Фотосессии
- Фотосессия для Vogue Russia, октябрь 2014[1]
- Фотосессия для NYC Dance Project[2]

1. ↑  Источник. Дата обращения: 9 июля 2018. Архивировано 10 августа 2020 года.
2. ↑  Источник. Дата обращения: 9 июля 2018. Архивировано 10 июля 2018 года.